# Detk
Detk es un pueblo ubicado en el distrito de Gyöngyös, en el condado de Heves, Hungría.

## Superficie
Posee una superficie de 28,08 kilómetros cuadrados.

## Demografía
Hasta 2019 la población era de 1116 habitantes, con una densidad de población de 39,74 habitantes por kilómetro cuadrado.